# Кавалина (Форли-Чезена)
Кавалина (итал. Cavallina) је насеље у Италији у округу Форли-Чезена, региону Емилија-Ромања.
Према процени из 2011. у насељу је живело 32 становника. Насеље се налази на надморској висини од 30 м.